# Liste der Adelsgeschlechter namens Werner
Dies ist eine Liste von Adelsgeschlechtern und Nobilitierungen namens Werner.

## Familien
- Werner, mittelalterlichen Gaugrafen, im Hessengau, Lahngau und Neckargau († 1121)
- Werner, auch Warner, hannoverscher Uradel, der sich u. a. nach Pommern und Schlesien ausbreitete. Hierzu gehört, neben vielen anderen, der preußische Generalleutnant Paul von Werner (1707–1785)[1][2][3][4]
- Werner, preußischer Uradel, mit dem Hauptmann zu Preußisch Holland, Felix von Werner († 1592) im Mannesstamm erloschen[5]
- Werner, 1640 Adelsstand und ungarisches Indigenat für den Doktor der Medizin und Erbherrn auf Gerasdorf Adam Werner († 1676); 1688 neuer und 1699 alter niederösterreichischer Ritterstand für dessen Sohn, den kaiserlichen Rat, Regent des Regimes der niederösterreichischen Lande, Doktor der Rechte, Landschaftobereinnehmer und Ritterstandsverordneter Franz Adam Werner († 1710); nach 1754 erloschen[6]
- Werner, 1650 Reichsadelsstand für den kaiserlichen Feldproviantamtsbuchhalter Ludwig Eberhard Werner[3]
- Werner, 1701 preußischer Adelsstand für den Hofrat und Lehnssekretär Gottfried Werner;[7][2][8][3][5] Werner, 1726 preußischer Adelsstand für den Brudersohn des erstgenannten, den Kriegs- und Domänenrat Reinhold Werner;[8][9][4][5] hier her gehören auch der preußische Historiker Ludwig Reinhold von Werner (1726–1756) und der Kunstmaler Anton von Werner (1843–1915)[10]
- Werner, 1713 böhmischer Adelsstand für die Hofrat Adam Balthasar († nach 1720) und seinen Bruder Christian Werner;[11][12][7][2][13] Werner auf Bothendorf, 1727 böhmischer Ritterstand für obigen Christian von Werner[14][11][7][2][3][13]
- Werner auf Grafenrieth, 1718 österreichischer Adelsstand für den Erbherrn auf Cotieminitz/Chotomierz(itz) bei Pilsen in Böhmen, Johann Thomas Werner[12][7][3][15]
- Wernher, 1731 Reichsfreiherrnstand für den Reichshofrat Johannes Balthasar Wernher (1677–1743)[16]
- Verner, 1757 österreichischer Freiherrnstand für den Kreishauptmann zu Iglau, Johann Adam Friedrich Verner, zum 30-jährigen Dienstjubiläum[17]
- Werner, 1770 Reichsadelsstand für den hessischen Generalleutnant Leopold Werner (1712–1780)[18][3]
- Werner, 1780 österreichischer Adelsstand für den Bürgermeister von Böhmisch Kamnitz, Johann Ernest Werner und dessen Brüder, Wenzel, Franz und Anton Werner[16][7][3]
- Werner, 1805 österreichischer Freiherrnstand für den Geheimrat und k.k. Präsident der Justitgesetzgebungkommission, Johann Ludwig Werner (1759–1829) (†)[16][19][20][7][3][21]
- Werner, 1807 österreichischer Adelsstand für den Oberstwachtmeister Joseph Werner[22][7][3]
- Werner, 1811 österreichischer Adelsstand mit dem Prädikat Edler von für den Regierungsrat, Sanitätsreferent und Landesprotomedicus Carl Werner[22][7][3]
- Werner, 1811 österreichischer Adelsstand für den Kreishauptmann zu Bruck an der Mur, Franz Werner[12][7][3]
- Werner, 1836 persönlicher Adelsstand für den württembergischen Landtagsabgeordneten Johannes Werner (1782–1849); Werner, 1879 persönlicher Adelsstand für dessen Sohn, den  württembergischen Landtags- und Reichstagsabgeordneten Hermann Werner (1821–1890)
- Werner, 1842 Adelsstand mit Wappen Miron für den Magister der Pharmazie und pharmazeutischer Rat im Ärztlichen Rat des Kongresspolen, Ferdynand Werner (1799–1870)[23]
- Werner, 1845 hessischer Adelsstand für den Geheimsekretär des Erbprinzen von Hohenzollern-Sigmaringen, Friedrich Werner (1815–1899)[24][3][25]
- Werner, 1858 österreichischer Ritterstand mit dem Prädikat Ritter von für den Generalstabsauditor, Franz Werner[26][27][3]
- Werner, 1860 österreichischer Ritterstand mit dem Prädikat Ritter von für den Oberst beim Artilleriestab und Landesartilleriedirektor in Wien, Moritz Werner[26][28]
- Werner, 1876 preußischer Adelsstand für den nachmaligen Konteradmiral Bartholomäus Werner (1842–1924)[29]
- Werner, 1901 preußischer Adelsstand für den Vizeadmiral Reinhold Werner (1825–1909)[30]
- Werner von Kreit, württembergischer Adel, dessen Stammreihe mit dem Sachsen-meininger Kammergerichtsadvokat Adam Werner, der 1555 Ratsadvokat in Ulm und zuletzt Statthalter der Herrschaft Hohenberg war und dessen Deszendenzen das Lehen und Rittergut Mosisgreut besaßen (†)[31][3][32]